# Jennie Lee (Politikerin)
Janet Bevan Lee, Baroness Lee of Asheridge, genannt Jennie (* 3. November 1904 in Lochgelly, Fife; † 16. November 1988 in London) war eine schottische Politikerin der Labour Party und von 1964 bis 1970 Ministerin für die Künste in der Regierung von Harold Wilson.

## Biografie
Lee, Tochter eines Bergarbeiters, studierte nach der Schulausbildung an der University of Edinburgh und schloss diese mit Graduierungen in Pädagogik und Rechtswissenschaften ab.
Ihre politische Laufbahn begann sie 1928, als sie mit 24 Jahren als Kandidatin der Labour Party zur jüngsten Abgeordneten des Unterhauses gewählt wurde. Dort vertrat sie bis 1931 die Interessen des Wahlkreises North Lanarkshire. Als leidenschaftliche Sozialistin führte sie ihren damaligen Wahlkampf mit großen Engagement.
1934 heiratete sie den walisischen Unterhausabgeordneten Aneurin „Nye“ Bevan. Als dieser in den folgenden Jahren innerhalb der Labour Party zunehmend wichtigere Positionen einnahm und schließlich 1945 zum Gesundheitsminister in der Regierung von Premierminister Clement Attlee ernannt wurde, trat sie trotz ihrer feministischen Grundsätze aus dem Rampenlicht und unterstützte stattdessen ihren Ehemann. Dennoch war sie selbst von 1945 bis 1970 Abgeordnete des Unterhauses und vertrat dort den Wahlkreis Cannock.
Nach dem Tode ihres Ehemannes 1960 wurde sie schließlich 1964 als Ministerin für die Künste von Premierminister Harold Wilson selbst in eine Regierung berufen. In dieser Position erreichte sie die Verdoppelung der Staatsausgaben für die Kunst und war 1969 zugleich maßgebliche Kraft bei der Gründung der Open University, der größten, staatlichen Universität in Großbritannien.
Nach ihrem Ausscheiden aus der Regierung und dem Unterhaus wurde sie 1970 als Life Peer mit dem Titel „Baroness Lee of Asheridge“ in den Adelsstand erhoben und gehörte dadurch dem House of Lords, dem Oberhaus, an.

## Veröffentlichungen
- Tomorrow is a New Day, 1939 (Autobiografie)
- My Life with Nye, 1980 (Autobiografie)